# Brzozówka
Brzozówka is een dorp in de Poolse woiwodschap Koejavië-Pommeren. De plaats maakt deel uit van de gemeente Obrowo en telde in 2011 1654 inwoners.

## Sport en recreatie
- Door deze plaats loopt de Europese wandelroute E11. De E11 loopt van Den Haag naar het oosten, op dit moment de grens Polen/Litouwen. Ter plaatse komt de route van het zuidwesten vanuit Złotoria via de bossen van Kotlina Toruńska. De route vervolgt verder in noordoostelijke richting naar Ciechocin.